# Brigada George Jackson
La Brigada de Jackson del George fue una guerrilla urbana con sede en Seattle, Washington, el cual estuvo nombrado después de que George Jackson, un prisionero disidente y miembro de Pantera Negra fue asesinado durante un intento de escape en la Prisión Estatal de San Quentin en 1971.
Estuvieron implicados en actos violentos y defendió el uso de la fuerza para derrocar el gobierno de Estados Unidos o el gobierno del Estado de Washington, intentando iniciar una insurrección popular y para mostrar las pésimas condiciones para prisioneros de la Penitenciaría Estatal de Walla Walla y una vieja prisión federal en la Isla McNeil. En varios comunicados, el grupo clamó robos de banco, explosiones, ataques contra casas hechas de encargo, casas de tribunal, tiendas, oficinas públicas, e instalaciones correccionales.
De marzo de 1975 a diciembre de 1977, la Brigada atracó bancos como manera de financiar ellos y detonó aproximadamente 20 bombas de tubo, principalmente apuntando edificios de gobierno, instalaciones eléctricas, tiendas de la cadena Safeway, y las compañías que acusaban de racismo. El grupo era claro que  quisieron evitar daño colaterales en civiles en el uso de explosivos, explicando que solo quería provocar terror en el gobierno para realizar un cambio.

## Historia
El grupo estuvo involucrado en actos violentos y afirmó usar la fuerza para derrocar las actuales estructuras empresariales gubernamentales e internacionales y establecer un sistema de comunismo. El grupo era un combinando veteranos de los movimientos de liberación de mujeres, homosexuales y negros de los prisioneros, esta organización también era ideológicamente diversa, y consistía tanto en comunistas como en anarquistas.
En 1974, Ed Mead viajó a San Francisco, solo unos años después de su liberación de la prisión por un robo en una farmacia, con la esperanza de conectarse con el Ejército Simbiones de Liberación, sin embargo, cuando llegó, se unió a otro grupo. El grupo al que se unió fue el Nuevo Frente de Liberación Mundial o NWLF, fue de este grupo que Ed Mead aprendió a fabricar bombas de tubería. Al llegar a casa en Seattle, se reunió con su amigo Bruce Seidel y fue en esta reunión que decidieron tomar las armas por sus creencias políticas. Los dos decidieron cumplir la promesa del exteniente Black Panther George Jackson y, por lo tanto, el nombre de Brigada George Jackson. En la Brigada George Jackson había una mezcla de ideologías comunistas y anarquistas. En sus operaciones, también trató de evitar matar o herir a civiles a toda costa.
Mead fue liberado en 1993 después de cumplir 18 años en instituciones estatales y federales. Sherman, quien luego escapó, nuevamente, de una prisión federal en California, fue liberado en 1998. Brown, Coupez y Janine Bertram, son todos libres después de cumplir sentencias de cuatro a ocho años. Mark Cook permaneció en prisión durante 24 años, hasta el año 2000. 
Los dos decidieron cumplir la promesa del exteniente Black Panther George Jackson y, por lo tanto, el nombre de Brigada George Jackson. Su segundo ataque también fue su primer fracaso como grupo, el objetivo era la tienda Safeway en Capitol Hill, el grupo coló una bomba de tubería escondida en una bolsa de comida para perros de 50 libras y la dejó en la tienda. Ed Mead luego llamó a la tienda Safeway y les informó que había una bomba, sin embargo, afirmó que fue despedido como una broma, mientras que la prensa de Seattle informó que llamó al número equivocado. Los civiles resultaron heridos y la Brigada George Jackson recibió mucha mala prensa por el ataque. La Brigada George Jackson quería redistribuir la riqueza, así como derrocar al gobierno y hacer que la clase dominante pague por evitar que tengan éxito. El objetivo principal de la Brigada George Jackson era reemplazar al gobierno capitalista con un gobierno más humano. La Brigada declaró que cualquier revolución que ocurra la clase dominante se enfrentaría a la violencia, por lo que deben estar preparados para usar la violencia ellos mismos. Después de cada ataque que llevaban a cabo, con éxito o sin éxito, enviarían un comunicado explicando por qué cada lugar había sido atacado. También utilizaron estos comunicados como una forma de comunicarse con las autoridades.

## Caída
La caída de la Brigada George Jackson comenzó el 23 de enero de 1976 cuando intentaron robar un banco en Tukwila, Washington. Dos policías y un miembro de la Brigada George Jackson, Bruce Seidel, fueron asesinados junto con John Sherman y Ed Mead arrestado, y John Sherman también resultó herido. Luego, el 10 de marzo del mismo año, Mark Cook rescató a John Sherman de la custodia policial; sin embargo, le disparó a un oficial de policía en el estómago en el proceso. Sherman y Cook escaparon, pero Cook fue capturado unos días después y pasó los siguientes 25 años en prisión. Los miembros restantes se retiraron para reagruparse y regresaron en el otoño de 1977, sin embargo, en septiembre de 1977, Brown fue arrestado mientras estaba en un banco. Luego, el 21 de marzo de 1978, Sherman, Coupez y la ahora nueva novia de Brown, Bertram, fueron arrestados en un restaurante de Tacoma justo antes de ejecutar otro robo.
De acuerdo con un informe publicado por el Consorcio Nacional para el Estudio del Terrorismo y las Respuestas al Terrorismo para la Dirección de Ciencia y Tecnología del DHS, Dirección del Departamento de Ciencia y Tecnología del DHS, la Brigada George Jackson ocupó el puesto 15 entre los grupos terroristas que perpetraron la mayoría de los ataques terroristas en los Estados Unidos entre 1970 y 2011.